# 234761 Rainerkracht
234761 Rainerkracht è un asteroide della fascia principale. Scoperto nel 2002, presenta un'orbita caratterizzata da un semiasse maggiore pari a 2,6802787 UA e da un'eccentricità di 0,1503096, inclinata di 6,40833° rispetto all'eclittica.
L'asteroide è dedicato all'astrofilo tedesco Rainer Kracht.